# ملاقات آقای لوسیفر
ملاقات آقای لوسیفر (انگلیسی: Meet Mr. Lucifer) یک فیلم به کارگردانی آنتونی پلیسیر است که در سال ۱۹۵۳ منتشر شد. از بازیگران آن می‌توان به استنلی هالووی و پگی کامینز اشاره کرد.